# GS칼텍스 매경오픈
GS칼텍스 매경오픈 골프 선수권 대회(GS Caltex Maekyung Open Golf Championship)는 대한민국 경기도 성남시에서 열리는 프로 골프 대회이다. 1982년에 설립되었다.